# "V" Is for Viagra. The Remixes
"V" Is for Viagra. The Remixes è il primo album di remix del gruppo musicale statunitense Puscifer, pubblicato il 29 aprile 2008 dalla Puscifer Entertainment.

## Tracce
1. Indigo Children (JLE Dub) – 5:24 (Maynard James Keenan) – Josh Eustis
2. Trekka (Desert Porn) – 6:39 (Maynard James Keenan, Lustmord) – Lustmord
3. Momma Sed (Tandimonium) – 4:42 (Tim Commerford, Maynard James Keenan, Jonny Polonsky, Brad Wilk) – Dave "Rave" Ogilvie and Colin Janz
4. Sour Grapes (Late for Dinner) – 4:07 (Tim Alexander, Maynard James Keenan, Jonny Polonsky) – Danny Lohner
5. Cuntry Boner (Dirty Robot) – 3:58 (Tom Morello, Chris George) – Mat Mitchell and Troy Van Leeuwen
6. Drunk with Power (Hungover and Hostile in Hannover) – 6:22 (Maynard James Keenan, Lustmord) – Joey Jordison
7. Vagina Mine (Deflowering) – 5:11 (Maynard James Keenan) – Paul Barker
8. Trekka (The Great Unwashed) – 7:21 (Maynard James Keenan, Lustmord) – Aaron Turner
9. Queen B. (Glitched and Bent) – 5:05 (Tim Alexander, Maynard James Keenan) – Richard Devine
10. Dozo (Guns for Hire Mix) – 5:01 (Maynard James Keenan, Lustmord) – Lustmord
11. Queen B. (Narcovice) – 3:08 (Tim Alexander, Maynard James Keenan) – Michael Patterson
12. PSA, LOL!! – 0:22

Traccia bonus
1. Cuntry Boner (Disco Viagra) – 3:51 (Tom Morello, Chris George) – Sean Beavan

## Formazione
Hanno partecipato alle registrazioni, secondo le note di copertina:
Produzione
- Mat Mitchell – produzione
- Puscifer – produzione
- Brian Gardner – mastering
- Eddie McClintock – direzione artistica, grafica